# 로버트 폴
로버트 폴(영어: Robert Paul, 1937년 6월 2일~)은 캐나다의 피겨 스케이팅 선수이다. 그는 1952년에 바버라 와그너와 협력했다. 그들은 1960년 올림픽에서 우승했고, 세계 선수권 대회에서 4연패했다. 현역에서 은퇴한후, 폴은 아이스 카패드를 여행했다.